# Akina Nakamori Special Live 2005 Empress at CLUB eX
『Akina Nakamori Special Live 2005 Empress at CLUB eX』（アキナ・ナカモリ・スペシャル・ライブ2005 エンプレス・アット・クラブ・エックス）は、日本の歌手中森明菜のスペシャル・ライブ・ツアー。このライブ・ツアーは2005年7月にCLUB eXにて全17公演開催した。その後、同名のライブを収録したライブ・ビデオ『Akina Nakamori Special Live 2005 Empress at CLUB eX』が2006年1月11日にavex selectからリリースされた (DVD: AVBC-22458)。

## 背景
Akina Nakamori Special Live 2005 Empress at CLUB eXは、2005年7月7日から2005年7月17日まで、CLUB eXにて11日間連続で全17公演開催した中森のスペシャル・ライブ・ツアーである。2003年12月発売の『歌姫3 〜終幕』により歌姫シリーズ（『歌姫』、『-ZEROalbum- 歌姫2』、『歌姫3 〜終幕』）が完結し、2004年12月に同シリーズをまとめた6枚組CD-BOX盤『歌姫 Complete Box Empress』の発売を受け、本スペシャル・ライブ・ツアーは同シリーズを中心としたセットリストとなった。このスペシャル・ライブ・ツアーでは、歌姫シリーズ収録曲に加えて、同シリーズ未収録であるORIGINAL LOVEの「接吻」や、井上陽水の「リバーサイド・ホテル」のカバー曲なども披露した。2005年7月15日の公演では、ライブ収録が行われた。
その後、このライブを収めたライブDVD『Akina Nakamori Special Live 2005 Empress at CLUB eX』が、中森にとってデビュー25周年目となった2006年の1月11日にDVD (AVBC-22458)で発売された。初回盤には特製写真集ブックレットが封入された。また、このライブDVDは、ベスト・アルバム『BEST FINGER 25th anniversary selection』と同時発売となった。ライブDVDはエイベックスからの発売だが、『BEST FINGER 25th anniversary selection』はユニバーサルシグマからの発売で、2メーカーからの記念作品の同時発売は異例とも伝えられた。翌年の2007年1月には、このライブDVD音源の「リバーサイド・ホテル」が、ベスト・アルバム『歌姫ベスト 〜25th Anniversary Selection〜』の1曲目として収録された。
2009年8月には、本ライブの第2弾にあたるライブAKINA NAKAMORI Special Live 2009 “Empress at Yokohama”が開催された。

## 批評
『SPA!』の石井恒は本作の批評で「歌謡曲全盛時代からの亡命者のように見えて、実は音楽的冒険も楽しんでるのね。'80年代を魅惑し、'90年代をさすらった後の21世紀の明菜は、歌声だけでなく音楽的にも深化を見せるハイレベルな歌手だわ。」と指摘している。『CDジャーナル』の鷺沼晶良は、本ライブの特色は落ち着いたアコースティック・ライブであり、アルバムと異なるライブ・アレンジについて、大胆なアレンジの改良と指摘している。「接吻」については、中島美嘉のヴァージョンに近いと解説している。同曲から始まる中盤のボサ・ノヴァ・コーナー以降について鷺沼は「リラックスしつつも"歌手・明菜"の壮大なる迫力が出てきて圧巻である。」と批評している。また、井上陽水による3曲(#2,10,11)との相性の良さについても好評価した。さらに、「あともう少しで、新境地を開けそうだ。」とコメントしている。

## 収録曲
| #   | タイトル                 | 作詞                                   | 作曲           |
| --- | ------------------------ | -------------------------------------- | -------------- |
| 1.  | 「傘がない」             | 井上陽水                               | 井上陽水       |
| 2.  | 「別れの予感」           | 荒木とよひさ                           | 三木たかし     |
| 3.  | 「アデュー」             | 庄野真代                               | 庄野真代       |
| 4.  | 「踊り子」               | 村下孝蔵                               | 村下孝蔵       |
| 5.  | 「接吻」                 | 田島貴男                               | 田島貴男       |
| 6.  | 「アサイラム」           | 三浦徳子                               | 玉置浩二       |
| 7.  | 「サザン・ウインド」     | 来生えつこ                             | 玉置浩二       |
| 8.  | 「窓」                   | 松山千春                               | 松山千春       |
| 9.  | 「リバーサイド・ホテル」 | 井上陽水                               | 井上陽水       |
| 10. | 「飾りじゃないのよ涙は」 | 井上陽水                               | 井上陽水       |
| 11. | 「赤い花」               | KIM HYUNG SEOK 川江美奈子 （日本語詞） | KIM HYUNG SEOK |
| 12. | 「私は風」               | Maki Annette Lovelace                  | 春日博文       |

備考
- ライブでは「私は風」が1曲目であったことを除き、その他の曲目・曲順は収録曲と同じである。

## ライブ日程
2005年7月7日から2005年7月17日、全17公演
| 日付（2005年） | 公演時間     | 都道府県 | 会場    |
| -------------- | ------------ | -------- | ------- |
| 7月7日         | 21:30〜22:45 | 東京都   | CLUB eX |
| 7月8日         | 19:00〜20:15 | 東京都   | CLUB eX |
| 7月8日         | 21:30〜22:45 | 東京都   | CLUB eX |
| 7月9日         | 19:00〜20:15 | 東京都   | CLUB eX |
| 7月9日         | 21:30〜22:45 | 東京都   | CLUB eX |
| 7月10日        | 21:30〜22:45 | 東京都   | CLUB eX |
| 7月11日        | 21:30〜22:45 | 東京都   | CLUB eX |
| 7月12日        | 21:30〜22:45 | 東京都   | CLUB eX |
| 7月13日        | 19:00〜20:15 | 東京都   | CLUB eX |
| 7月13日        | 21:30〜22:45 | 東京都   | CLUB eX |
| 7月14日        | 21:30〜22:45 | 東京都   | CLUB eX |
| 7月15日        | 19:00〜20:15 | 東京都   | CLUB eX |
| 7月15日        | 21:30〜22:45 | 東京都   | CLUB eX |
| 7月16日        | 19:00〜20:15 | 東京都   | CLUB eX |
| 7月16日        | 21:30〜22:45 | 東京都   | CLUB eX |
| 7月17日        | 19:00〜20:15 | 東京都   | CLUB eX |
| 7月17日        | 21:30〜22:45 | 東京都   | CLUB eX |

## クレジット
- ライブプロデュース: TBS/FAITH[14]

## 参照
1. 1 2 3 4 5 6 7  “中森明菜 [ DVD ] : Artist”.   avex mode. 2009年4月22日時点のオリジナルよりアーカイブ。2011年7月9日閲覧。
2. 1 2  “スポニチ Sponichi Annex ニュース 芸能”.  スポーツニッポン新聞社. 2005年7月18日時点のオリジナルよりアーカイブ。2012年8月4日閲覧。
3. 1 2 3  “中森明菜/Akina Nakamori Special Live 2005 Empress CLUB eX [DVD] - CDJournal.com”.   音楽出版社. 2012年8月4日閲覧。
4. 1 2  中森明菜オフィシャル・ファンクラブ「FAITHWAY」会報、vol.16、2005年7月
5. ↑  “中森明菜 / 歌姫3〜終幕 [CD] [アルバム] - CDJournal.com”.   音楽出版社. 2012年8月4日閲覧。
6. 1 2  “中森明菜 / 歌姫 Complete Box Empress [6CD] [CD] [アルバム] - CDJournal.com”.   音楽出版社. 2012年8月4日閲覧。
7. 1 2  “中森明菜、25周年記念作品2メーカー発売 - nikkansports.com > 芸能ニュース”.  日刊スポーツ (2006年1月7日). 2011年7月9日閲覧。
8. 1 2  “中森明菜 / 25周年記念セレクション ベスト・フィンガー [CD] [アルバム] - CDJournal.com”.   音楽出版社. 2012年8月4日閲覧。
9. ↑  “中森明菜 / 歌姫ベスト 25TH ANNIVERSARY SELECTION [CD] [アルバム] - CDJournal.com”.   音楽出版社. 2012年8月4日閲覧。
10. ↑  『歌姫ベスト 〜25th Anniversary Selection〜』（12cmCD, 12cmCD+DVD）中森明菜、ユニバーサルシグマ、2007年1月17日。UMCK-1218、UMCK-9154。
11. ↑  “Akina Nakamori Special Live 2009 Empress at Yokohama[初回限定盤][+写真集] - UNIVERSAL MUSIC JAPAN”.  ユニバーサルミュージック合同会社. 2012年8月4日閲覧。
12. ↑  石井恒「石井恒の愛とJポップの絡み合い(20)」『SPA!』第55巻第5号、扶桑社、2006年1月24日、110頁。
13. 1 2 3 4 5  鷺沼晶良「DVD視聴レビュー 今月の注目盤」『CDジャーナル』第50巻第3号、音楽出版社、2006年3月、127頁。
14. ↑  『Akina Nakamori Special Live 2005 Empress at CLUB eX』（DVD）中森明菜、avex select、2006年1月11日。AVBC-22458。